# اسپرس شن‌دوست
اسپرس شن‌دوست، اسپرس قصرشیرینی (نام علمی: Onobrychis haussknechtii) نام یک گونه از سرده اسپرس است.